# Кишлак

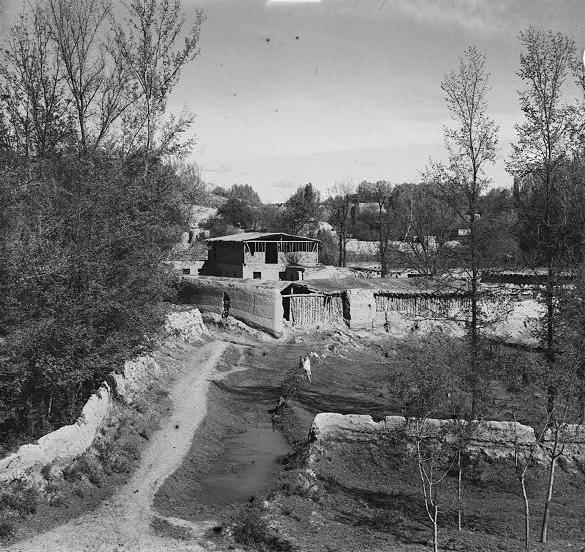
С. М. Прокудин-Горский. Кишлак по пути с Чупан-ата вблизи Самарканда. Фотография конца XIX века.

Кишла́к (азерб. qışlaq; баш. ҡышлау; каз. қыстау / qystau, қыстақ / qystaq; каракалп. qıshlaq / қышлақ; кирг. кыштак / кыштоо; хак. хыстағ; тат. кышлау; тур. kışlak; перс. قشلاق‎; тадж. қишлоқ / деҳа; туркм. gyşlak; узб. qishloq / қишлоқ, daha / даҳа; уйг. يېزا‎) — постоянный сельский населённый пункт у некоторых народов, например, у якутов кыстык — зимовка, зимнее пастбище или зимнее убежище.
Во многих тюркских языках кыш/киш/гыш — «зима». Термин применяется в Азербайджане, в странах Средней Азии и Афганистане. Первоначально обозначал место зимовки кочевников. В русском языке произошёл из тюркских языков. В древности кишлаки окружались глухими глинобитными стенами (дувал, девал). Слово кишлак имеет антоним яйлак — «летнее пастбище, дача».
Почти в каждом окруженном каменным забором доме кишлака находится подземный колодец (кяриз). Канализация в кишлаках отсутствовала, и в кишлаках сегодняшнего времени она, в основном, также редкость. В каждом доме кишлака имеется глиняная печь или тандыр, которые топятся дровами или кизяком. В древности кривые улочки кишлака были грязны, по ним ходили облаченные в чадру женщины, мужчины в чалмах и халатах, навьюченные ишаки. Образ кишлака дополняет дерево чинар. Помимо жилых домов важными элементами кишлака являлся базар, мечеть и кладбище.
Основным населением кишлаков являются дехкане (крестьяне). Численность их населения составляет от 20 до 5000 и более человек.

## Галерея

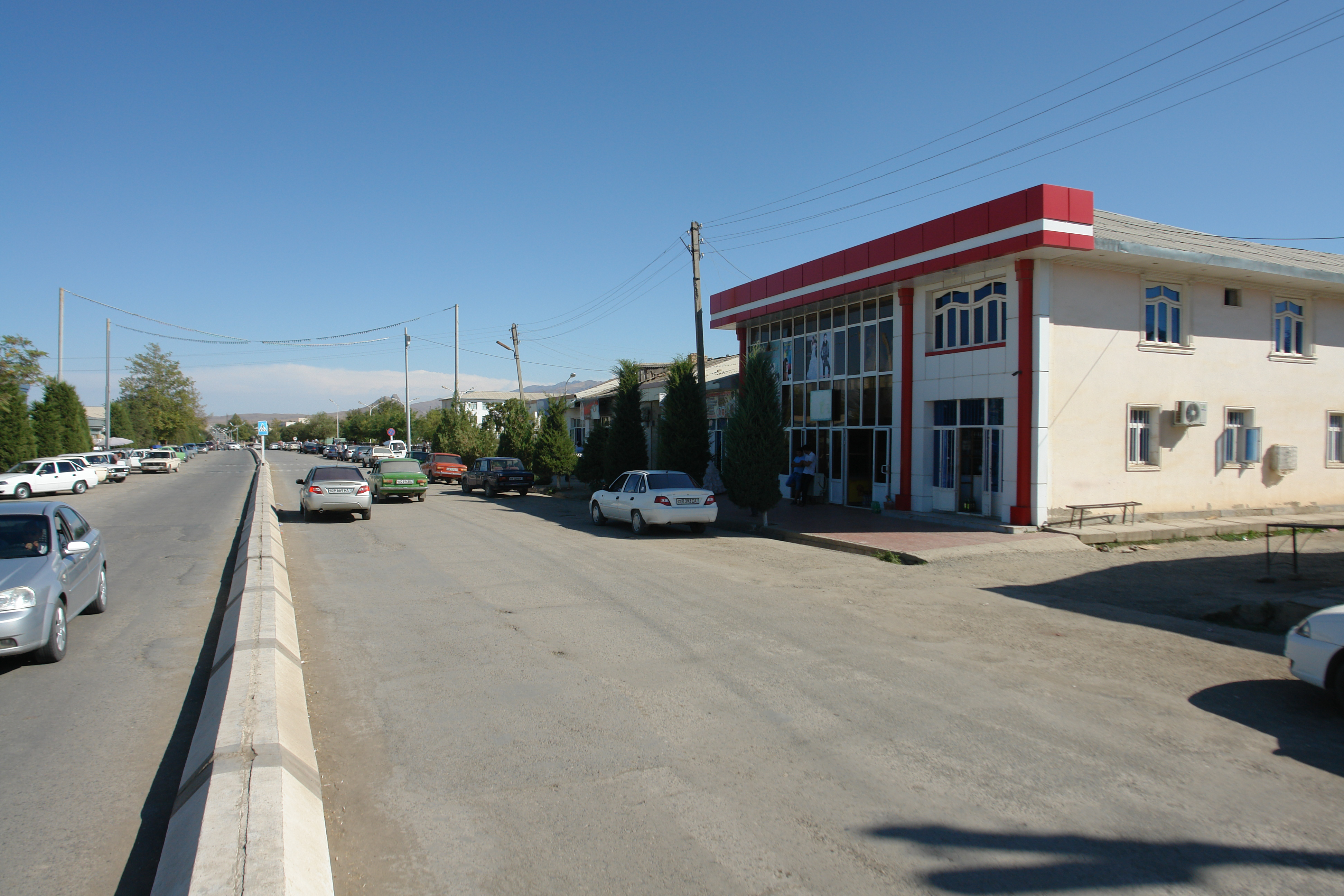
Кишлак в Джизакской области Узбекистана
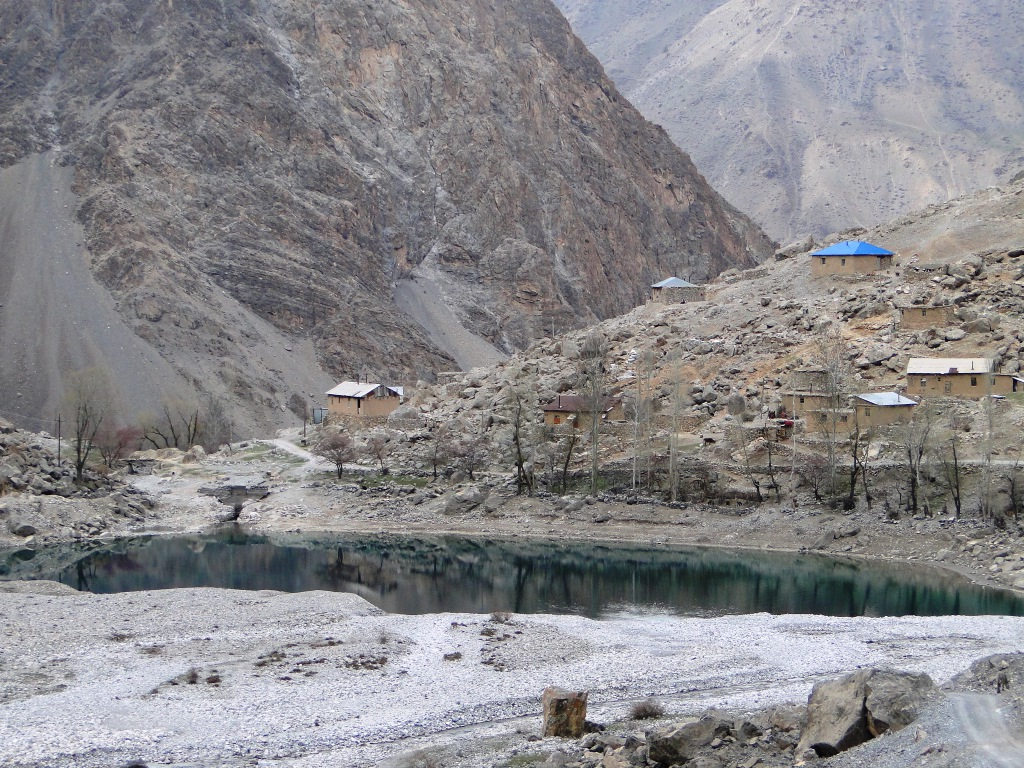
Горный кишлак в Таджикистане
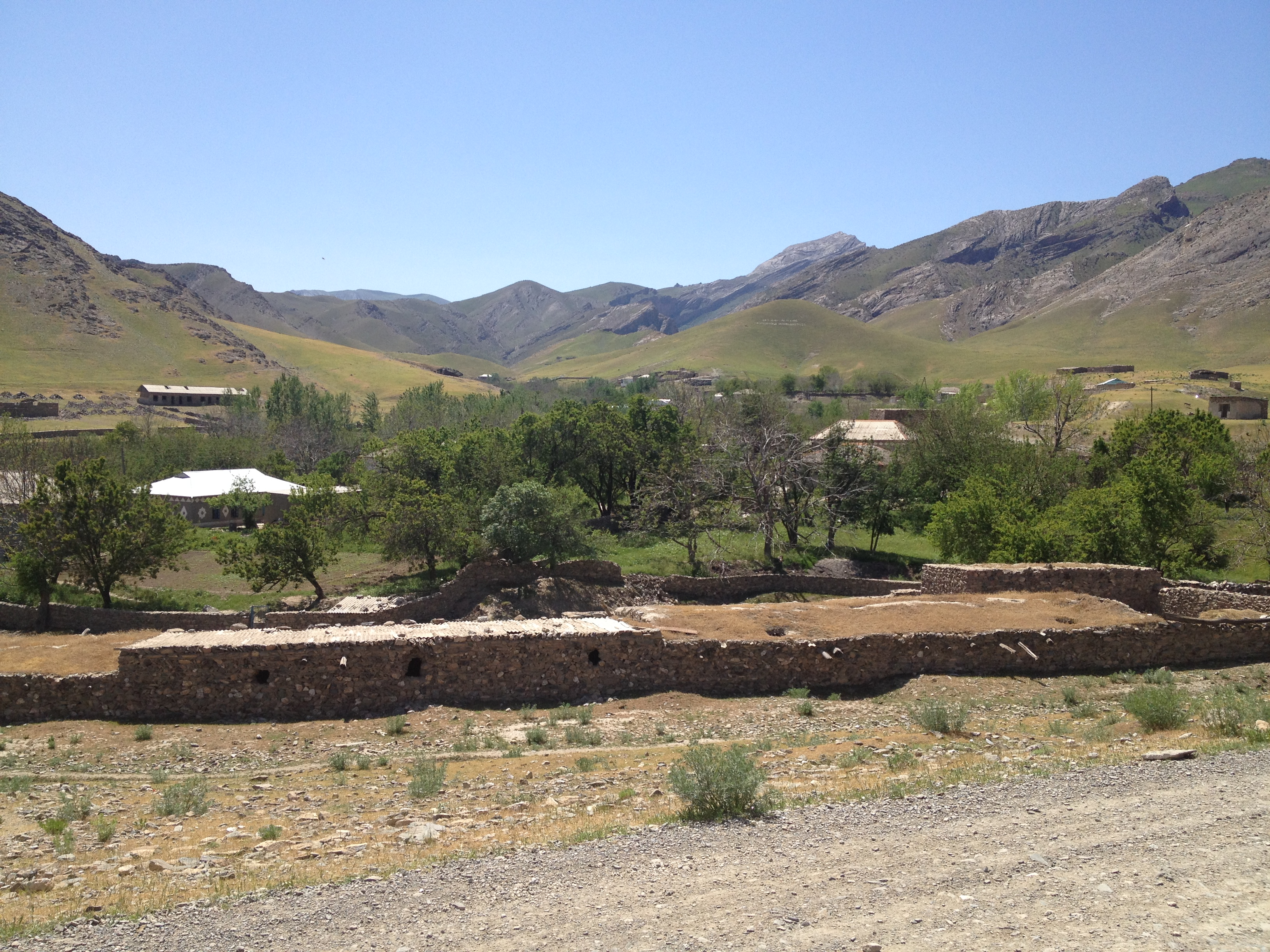
Кишлак Сап в Навоийской области Узбекистана
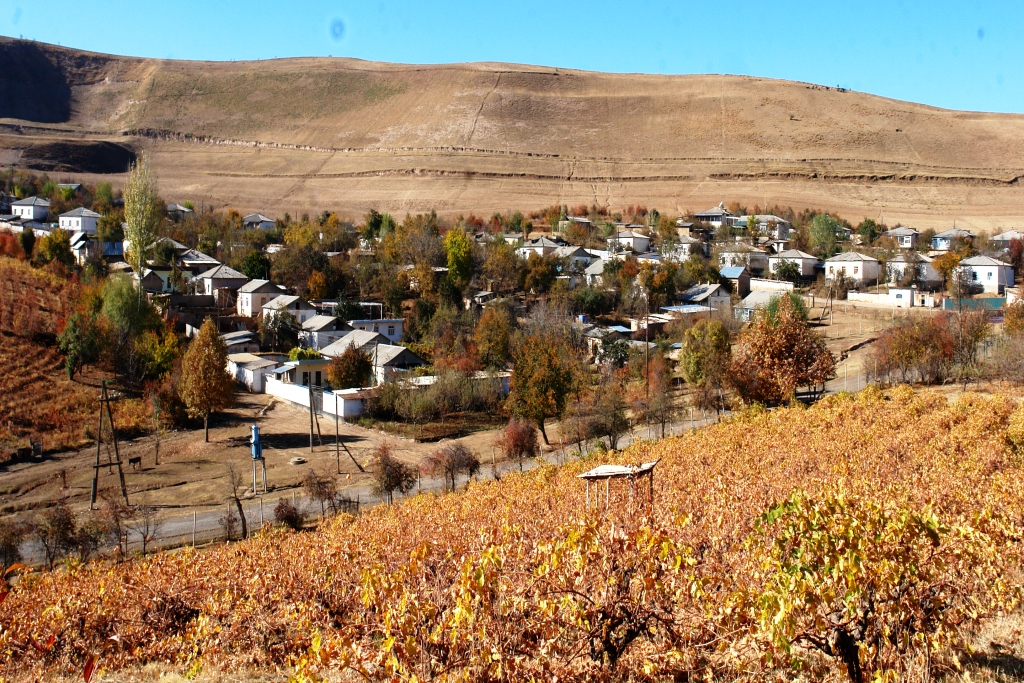
Кишлак Бобосурхон в Гиссарском районе Таджикистана
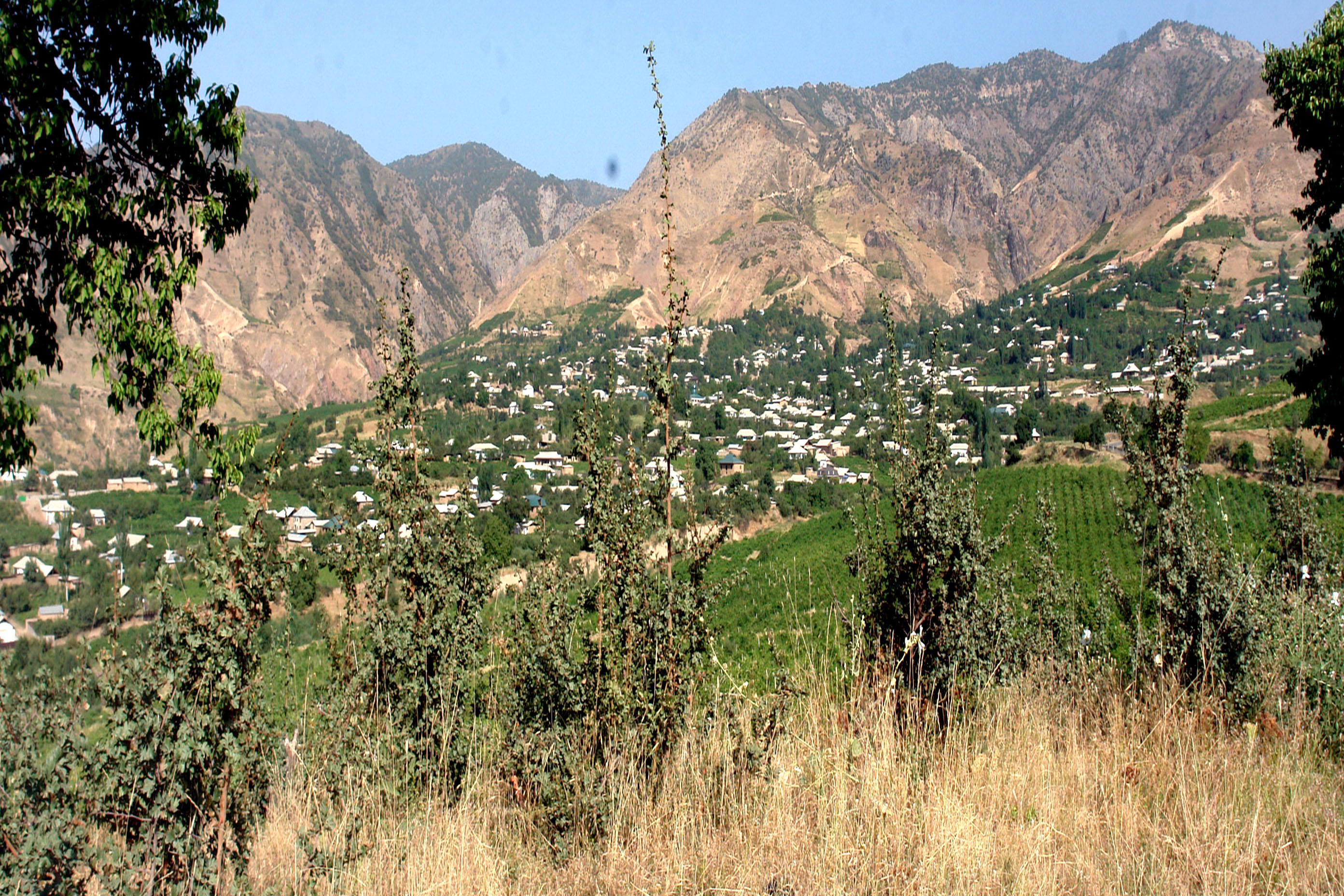
Кишлак Нилу в Гиссарском районе Таджикистана
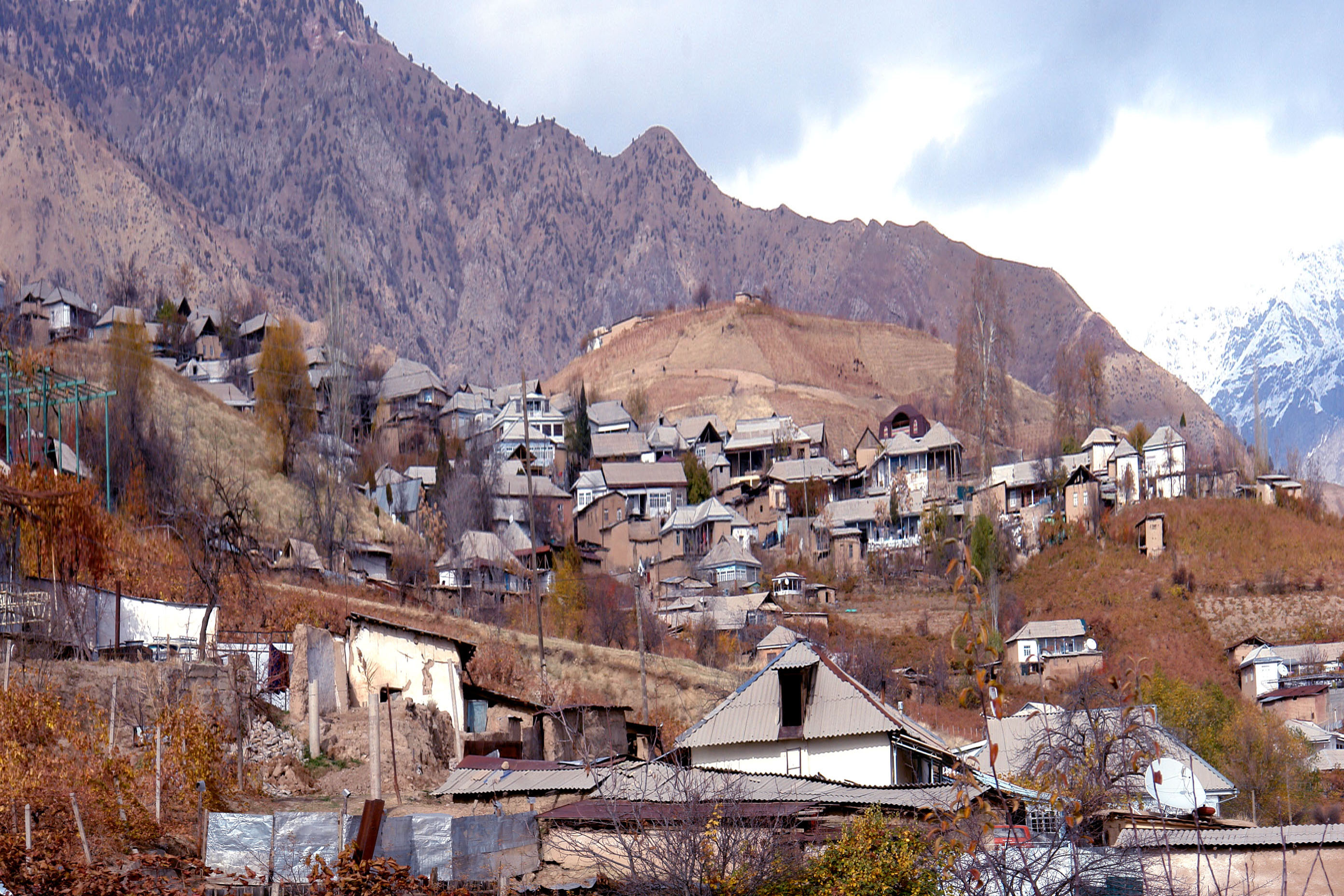
Кишлак Шохон в Гиссарском районе Таджикистана
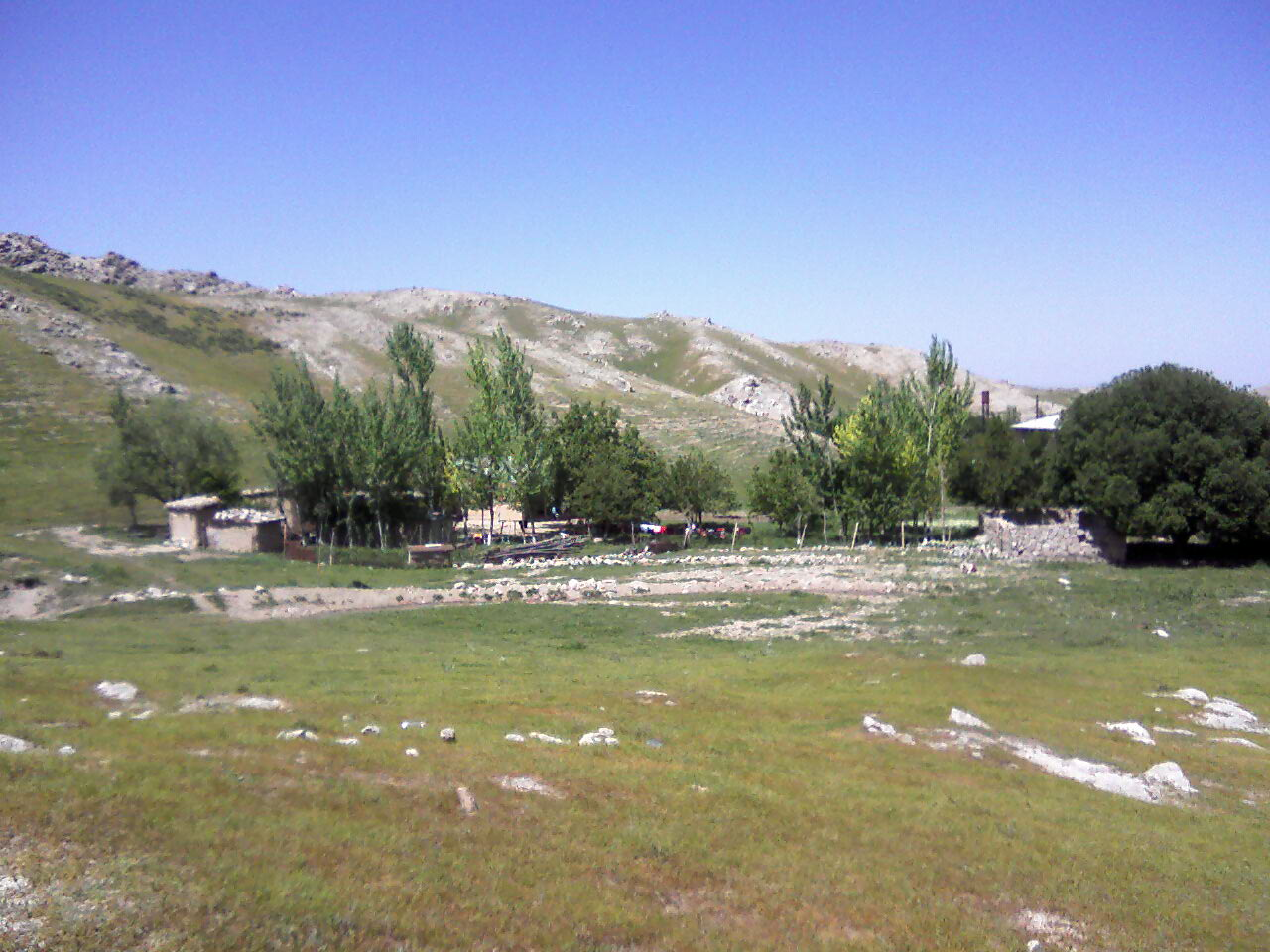
Кишлак Миранкуль в Самаркандской области Узбекистана
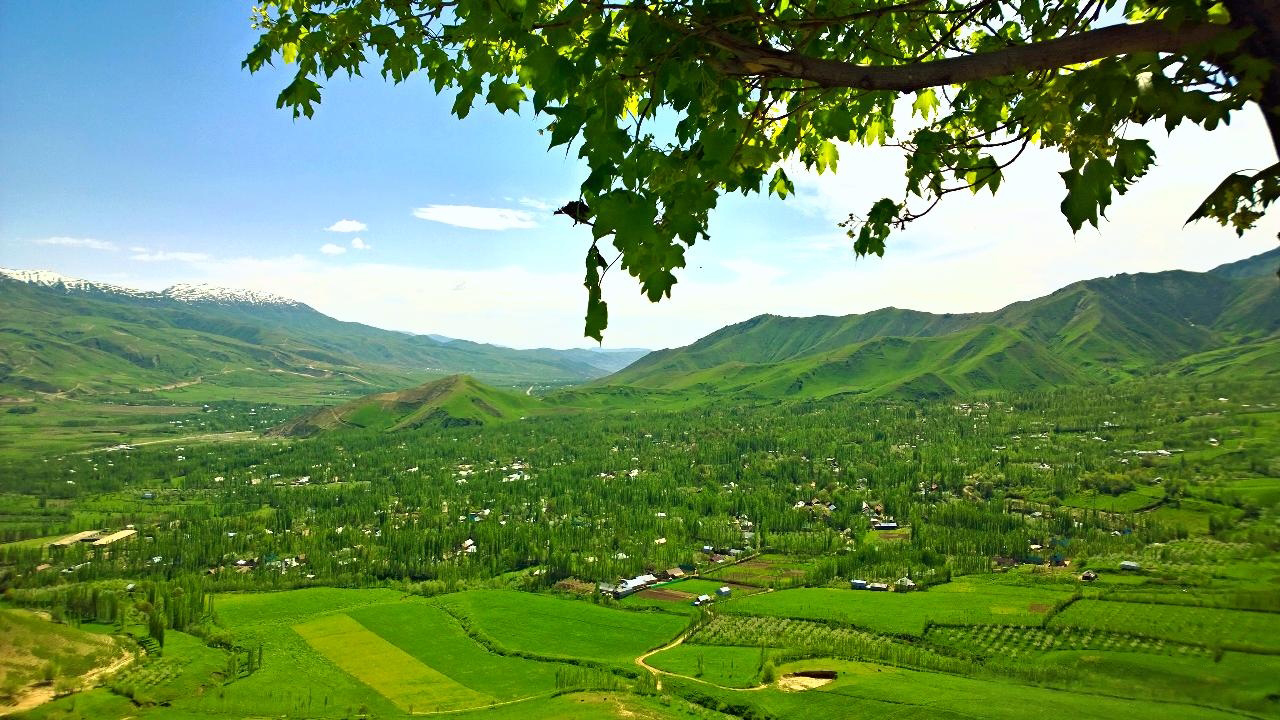
Кишлак Элок в Файзабадском районе Таджикистана